# Bang Bang
A Bang Bang Melanie Fiona kanadai R&B-énekesnő harmadik kislemeze (második az Egyesült Királyságban és Kanadában a Give It to Me Right után) a The Bridge című első albumáról. Producere Rob Fusari. A kislemez és az album is 2009-ben jelent meg. A dalt a New Jersey-i 150 Studiosban és a torontói Phase One Studiosban vették fel. Intrója egy részletet tartalmaz Lady Gaga 2007-ben készült, kiadatlan Shake Ur Kitty című számából, melynek a producere szintén Fusari.

## Videóklip
A dal videóklipjét 2009 szeptemberében mutatták be. Az Egyesült Királyságban forgatták, rendezője Phil Griffin, aki Amy Winehouse Rehab című klipjét is rendezte. Melanie úgy jellemezte a klipet, hogy „nagyszerű, energikus klip remek történettel, nagyon szórakoztató”.

## Dallista
Letöltés (Egyesült Királyság)
1. Bang Bang (Album Version) – 3:28
2. Bang Bang (WaWa Remix) – 6:03
3. Bang Bang (Attacca Pesante Remix) – 3:55